# Приключения Гекльберри Финна (фильм, 2012)
«Приключения Гекльберри Финна» (нем. Die Abenteuer des Huck Finn) — немецкий фильм, снятый режиссёром Герминой Хунтгебурт по мотивам повести Марка Твена «Приключения Гекльберри Финна». Является продолжением фильма «Том Сойер». Мировая премьера — 20 декабря 2012 года, премьера в России — 9 мая 2013 года.

## Сюжет
Основан на известном произведении. Закадычные друзья-проказники Том Сойер и Гекльберри Финн наконец-то разбогатели. Сорванец Гек Финн не может усидеть на месте. К тому же его чернокожий друг и слуга, раб Джим находится в опасности, потому что хозяйка хочет продать его другим владельцам. Они строят плот и отправляются в путешествие по реке Миссисипи через Каир, а далее в Огайо для того, чтобы попасть в свободную страну, незнающую рабства. По пути их ждут невероятные и удивительные приключения… Гек должен помочь Джиму попасть в Огайо, а после вернуться в родной город для того, чтобы снова увидеть своего закадычного друга Тома Сойера.

## В ролях
| Актёр           | Роль            |
| --------------- | --------------- |
| Леон Зайдель    | Гекльберри Финн |
| Джеки Идо       | раб Джим        |
| Аугуст Диль     | старый Финн     |
| Хенри Хюбхен    | Паккард         |
| Милан Пешель    | Тёрнер          |
| Андреас Шмидт   | Билл            |
| Михаэль Гвиздек | король          |
| Курт Крёмер     | герцог          |
| Розалия Томас   | Джудит Лофтус   |
| Луис Хофман     | Том Сойер       |
| Хайке Макач     | тётя Полли      |
| Петер Ломайер   | судья Тэтчер    |
| Хиннерк Шёнеман | шериф           |
| Маргит Бендокат | вдова Дуглас    |
| Роза Энскат     | мисс Уотсон     |
| Кристиан Штайер | Марк Твен       |
| Матиас Херрманн | аукционист      |
| Тельма Буабенг  | жена Джима      |

## Съёмочная группа
- Режиссёр: Гермина Хунтгебурт
- Продюсер: Борис Шёнфельдер
- Сценарист: Саша Аранго
- Оператор: Себастьян Эдшмид
- Композитор: Ники Райзер

## Дополнительно
Съёмки фильма проходили в Бранденбурге (в том числе в Хафельланде), в Саксонии, Саксонии-Анхальт, Кёльне, а также в дельте Дуная (в Румынии).

## Номинации
- Deutscher Filmpreis — номинация (2013)
- Children KinoFest[англ.] — номинация (2014)[4]